# Буда (Вранча)
Буда (рум. Buda) — село у повіті Вранча в Румунії. Входить до складу комуни Корбіца.
Село розташоване на відстані 210 км на північний схід від Бухареста, 48 км на північ від Фокшан, 116 км на південь від Ясс, 96 км на північний захід від Галаца, 141 км на північний схід від Брашова.

## Населення
За даними перепису населення 2002 року у селі проживала 641 особа, усі — румуни. Усі жителі села рідною мовою назвали румунську.